# Mai 1802
Cette page présente les faits marquants du mois de mai 1802.

## Événements
- Début de la deuxième guerre anglo-marathe en Inde (fin en 1805). Les Britanniques s’emparent des territoires des marathes, affaiblis par leur défaite contre les Afghans, après trois ans de combats. Le Français Pierre Cuillier-Perron, qui commande l’armée de Sindhia, est vaincu à plusieurs reprises[1].

- 1er mai, France (11 floréal an X) :
  - loi du 11 floréal an X : création de 28 lycées et des bourses d'études. L'enseignement est confié à des professeurs civils appartenant à la fonction publique. Établissement d'une école par commune à charge de loger le maître, rétribué par versement des familles;
  - création par Napoléon Bonaparte de l'École spéciale militaire de Saint-Cyr destinée à l'enseignement des arts de la guerre.

- 6 mai : soumission de Toussaint Louverture et de Dessalines ; ils conservent leurs grades et leurs troupes intègrent l'armée française. Des bandes de cultivateurs insurgés continuent la résistance dans les montagnes[2].

- 10 - 28 mai : répression de la révolte des Noirs en Guadeloupe[3].

- 12 mai, France (22 floréal an X) : le Tribunat, à l'unanimité moins une voix — celle de Lazare Carnot —, et le Corps législatif, à l'unanimité moins trois voix, votent le Consulat à vie.

- 19 mai, France (29 floréal an X) : Napoléon Bonaparte crée la Légion d'honneur.

- 20 mai, France (30 floréal an X) : l'esclavage est maintenu dans les territoires récupérés par le traité d'Amiens (comme la Martinique..), et dans les Mascareignes (Réunion…) où il n'avait jamais été aboli dans la pratique.

## Naissances
- 1er mai : Jean-Baptiste Noulet (mort en 1890), chercheur et naturaliste français.
- 2 mai : Heinrich Gustav Magnus (mort en 1870), physicien et chimiste allemand.
- 16 mai : Auguste d'Overschie de Neeryssche, homme politique belge († 21 juin 1880).
- 22 mai : Joseph d'Ortigue, critique musical français († 20 novembre 1866).
- 25 mai : Johann Friedrich von Brandt, naturaliste allemand († 15 juillet 1879).

## Décès
- 5 mai : Antonio Romero, matador espagnol (° 18 septembre 1763).